# Paul Martin Brown
Prof. Dr. Paul Martin Brown (n. 1960 ) es un botánico y destacado especialista en orquídeas estadounidense, trabajando como investigador asociado en la Universidad de Florida.

## Algunas publicaciones
- Brown, PM. 1999. Recent distributional and taxonomic notes from Florida 1 (Spiranthes eatonii). N. Amer. Native Orchid J. 5 (1): 5–15
- ----. 1999a. Recent distributional and taxonomic notes from Florida 2. N. Amer. Native Orchid J. 5 (2) :169–73
- ----, R Coleman. 2000. Schiedeella arizonica, a new species from the Southwestern United States. N. Amer. Native Orchid J. 6(1) :3–17
- ----. 2001. Recent distributional and taxonomic notes from Florida 9. N. Amer. Native Orchid J. 7 (1) :92–93
- ----. 2001a. Recent distributional and taxonomic notes from Florida 11 (Spiranthes sylvatica). N. Amer.Native Orchid J. 7(3) :192–205
- ----. 2002. Revalidation of Platanthera conspicua. N. Amer. Native Orchid J. 8:3–14.
- ----. 2004. New taxa. N. Amer. Native Orchid J. 10:23
- ----. 2005. Additions and emendations to The wild orchids of North America, north of Mexico. Sida 21:2297–2319
- ----. 2006a. Four new color forms from the Southwestern United States. McAllen Int. Orchid Soc. J. 7(12):4–11
- ----, R Pike. 2006b. Triphora trianthophora var. texensis (Orchidaceae), a new variety endemic to Texas. N. Amer. Native Orchid J. 12:4–10

### Libros
- Brown, PM; S Folsom (ilustró). 1997. Wild Orchids of the Northeastern United States : A Field and Study Guide to the Orchids Growing Wild in New England, New York, and Adjacent Pennsylvania and New Jersey. Ed. Comstock Pub Assoc. 236 pp. ISBN 0-8014-8341-7
- ----; S Folsom (ilustró). 2002. Wild Orchids of Florida : With References to the Gulf and Atlantic Coastal Plain. Ed. Univ Pr of Florida. 409 pp. ISBN 0-8130-2439-0
- ----. 2003. Wild Orchids of North America, North of Mexico. Ed. Univ Pr of Florida. 236 pp. ISBN 0-8130-2572-9
- ----; S Folsom. 2006a. Wild Orchids of the Prairies And Great Plains Region of North America. Ed. Univ Pr of Florida. 342 pp. ISBN 0-8130-2975-9
- ----; S Folsom. 2006b. Wild Orchids of the Pacific Northwest And Canadian Rockies. Ed. Univ Pr of Florida. 287 pp. ISBN 0-8130-2900-7
- ----. 2006c. Wild Orchids of the Canadian Maritimes and Northern Great Lakes Region. Ed. Univ Pr of Florida. 336 pp. ISBN 0-8130-2911-2
- ----; S Folsom. 2007. Wild Orchids of the Northeast : New England, New York, Pennsylvania, and New Jersey. Ed. Univ Pr of Florida. 368 pp. ISBN 0-8130-3034-X
- ----. 2008a. Grass-pinks and Companion Orchids in Your Pocket : A Guide to the Native Calopogon, Bletia, Arethusa, Pogonia, Cleistes, Eulophia, Pteroglossaspis, and Gymnadeniopsis Species of the Continental United. Ed. Univ. Iowa. ISBN 1-58729-699-3
- ----. 2008b. Grass-pinks and Companion Orchids in Your Pocket : A Guide to the Native Calopogon, Bletia, Arethusa, Pogonia, Cleistes, Eulophia, Pteroglossaspis, and Gymnadeniopsis Species of the Continental United. Ed. Univ. Iowa. ISBN 1-58729-700-0
- ----. 2008c. Twayblades and Adder's-mouth Orchids in Your Pocket : A Guide to the Native Liparis, Listera, and Malaxis Species of the Continental United States and Canada. Ed. Univ. Iowa. ISBN 1-58729-702-7
- ----. 2008d. Lady's-slippers in Your Pocket : A Guide to the Native Lady's Slipper Orchids, Cypripedium, of the United States and Canada. Ed. Univ. Iowa. ISBN 1-58729-655-1
- ----. 2008e. Ladies'-tresses in Your Pocket : A Guide to the Native Ladies'-tresses Orchids, Spiranthes of the United States and Canada. Ed. Univ. Iowa. ISBN 1-58729-656-X
- ----. 2008f. Field Guide to the Wild Orchids of Texas. Ed. Univ Pr of Florida. 336 pp. ISBN 0-8130-3159-1

- La abreviatura «P.M.Br.» se emplea para indicar a Paul Martin Brown como autoridad en la descripción y clasificación científica de los vegetales.[1]